# Renzo Vecchiato
Renzo Vecchiato, né le 8 août 1955 à Trieste, en Italie, est un ancien joueur italien de basket-ball, évoluant au poste de pivot. Il est manager général de Rimini.

## Biographie

### Palmarès
- Finaliste des Jeux olympiques 1980
- Champion d'Europe 1983
- Champion d'Italie 1988 (Pesaro)